# Polygala myrtifolia
Il mirtifoglio  (Polygala myrtifolia L.) è un arbusto sempreverde, con foglie coriacee simili al mirto (da cui il nome) e fiori rosa-violacei, appartenente alla famiglia delle Polygalaceae.

## Distribuzione e habitat
Originaria del Sudafrica, è coltivata come pianta ornamentale e si è naturalizzata diffusamente nelle zone a clima mediterraneo come la California, l'Europa meridionale e il Nord Africa.